# Marius Müller-Westernhagen
Marius Müller-Westernhagen, later Westernhagen (Düsseldorf, 6 december 1948) is een Duitse rockmuzikant en acteur.

## Jeugd en opleiding
Marius Müller-Westernhagen werd in 1948 geboren in Düsseldorf en groeide samen met zijn twee jaar oudere zus Christiane op in het stadsdeel Heerdt. Zijn vader Hans, die op 44-jarige leeftijd overleed op 18 december 1963, was lid van het gezelschap van het Düsseldorfer Schauspielhaus ten tijde van de intendant Gustaf Gründgens en ook bekend door een hoorspelopname van Faust. Zijn moeder was de arbeidster Liselotte Müller-Westernhagen, die in 1999 overleed. De moeilijke verhouding van moeder en zoon en het vroege verlies van de vader waren steeds weer objecten voor zijn songteksten, zoals in Was du … uit het album In den Wahnsinn. Pas in de negentiger jaren kwam het tot een verzoening. Zijn moeder is ook te zien in de film Keine Zeit.

## Carrière
Nog voor de dood van zijn vader had de 14-jarige Marius zijn eerste optreden in de tv-film Die Höhere Schule van Scholem Alejchem onder regie van Wilhelm Semmelroth. De eerste gage werd door de ijshockeyfan prompt geïnvesteerd in een ijshockey-uitrusting. Hij besloot echter om bij het theater te blijven. In 1965 aanvaardde hij de spreekrol voor de hoofdfiguur bij de WDR-hoorspel-productie van Wickie und die starken Männer.

### Als muzikant

##### De jaren 1960
In de tweede helft van de jaren 1960 concentreerde hij zich op de muziek, leerde zichzelf gitaar spelen en begon aan een klassieke zangopleiding. Zijn geschoolde stem werd zijn handelsmerk en deed herinneren aan Steve Marriott van de toentertijd populaire band The Small Faces. In de toenmalige zeer levendige Düsseldorfse muziekwereld werd hij in de late jaren 1960 met zijn band Harakiri Whoom reeds een lokale bekendheid. Met het in 1978 verschenen nummer Mit 18 thematiseerde hij deze muzikale jeugdtijd. Met de bandnaam ontstond in 1968 ook een film, een politsatire die voor schandaal zorgde en vervolgens niet werd uitgezonden. Na de ontbinding van Harakiri Whoom wijdde hij zich aan de bezigheid van acteur, zanger en journalist.

##### De jaren 1970
Aan het begin van de jaren 1970 verhuisde Müller-Westernhagen met zijn levensgezellin, de 17 jaar oudere actrice Katrin Schaake, naar Hamburg-Pöseldorf. Hij was vaak te gast bij de artiesten-leefeenheid Villa Kunterbunt in Hamburg-Winterhude, waarin toentertijd onder andere Otto Waalkes, Udo Lindenberg en Wilken F. Dincklage woonden. In 1972 bracht hij voor het ZDF-satireprogramma Express het lied Gebt Bayern zurück an die Bayern (Give Ireland Back to the Irish, Paul McCartney) op de markt. Na massale protesten werd ook deze single door het platenlabel uit de handel genomen. In Roland Klicks film Supermarkt synchroniseerde hij de hoofdrolspeler en stuurde het stuk Celebration voor de soundtrack bij onder de naam Marius West. Tijdens de filmwerkzaamheden leerde hij de producent Peter Hesslein kennen.
In 1974 ondertekende hij een platencontract bij Warner Music Group. Zijn debuutalbum Das erste Mal werd door Peter Hesslein in oktober 1974 geproduceerd en aan het begin van 1975 gepubliceerd, maar was commercieel niet succesvol. De ARD zond in hetzelfde jaar de documentaire Es geht mir wie dir over de jonge zanger uit, waarin Müller-Westernhagen en enkele dierbare personen, waaronder zijn moeder en zijn levensgezellin, vragen beantwoordden van presentator Reinhard Münchenhagen over zijn leven en zijn muziek.
Na twee verder mislukte lp's kreeg zijn muzikale carrière met het in 1978 verschenen album Mit Pfefferminz bin ich dein Prinz een steuntje in de rug. Het ontstond in nauwe samenwerking met producent en bassist Lothar Meid, bereikte hoge verkoopcijfers en verkocht tot de dag van vandaag meer dan 1,5 miljoen exemplaren.
Als muzikant maakte hij in toenemende mate op zich opmerkzaam door zijn vaak provocerende teksten. Het naar Müller-Westernhagens voorstelling van het maatschappelijk kritisch bedoelde nummer Dicke, waarin hij discriminatie aan de kaak stelt en de mensen een spiegel voorhoudt, omdat hij beledigingen, vooroordelen en chichées samenvoegt, werd door velen zo begrepen, als wilde hij zich deze zienswijze eigen maken en de draak steken over zwaarlijvige mensen, zodat enkele radiozenders het nummer niet wilden draaien. In een ander nummer thematiseerde hij de toenmalige hysterie rond de RAF-terroristen (Grüß mir die Genossen).

##### De jaren 1980
Aan het omvangrijke succes van de Pfefferminz-albums kon hij enkele jaren niet meer evenaren, alhoewel de daaropvolgende lp's Sekt oder Selters (1980) en Stinker (1981) commercieel succesvol waren. In 1981 nam hij het titelnummer Hier in der Kneipe fühl ich mich frei op voor de Tatort-krimi Grenzgänger met Götz George als Schimanski. In deze periode startte Westernhagen zeer succesvolle tournees.
Tussen 1982 en 1986 verschenen vijf albums, waarop deels met synthesizers werd geëxperimenteerd en waarop Müller-Westernhagen ook Mackie Messer coverde (van Bertold Brecht en Kurt Weill), die te beluisteren is op Die Sonne so rot uit 1984. Tot zijn succesvolste publicatie werd in deze periode het album Laß uns leben (1985), een verzamelwerk van ballads van zijn tot nu toe gepubliceerde lp's. Tijdens deze periode werkte hij mee bij het project Band für Afrika. Bovendien werkte hij tamelijk succesvolle tournees af. Daarmee kreeg hij de naam van een excellente liveartiest. Ook trad hij meermaals op tijdens het rockfestival Rock am Ring.
Zijn beroep als acteur liet hij in 1987 na de Blumenberg-productie Der Madonna-Mann achter zich en produceerde het album Westernhagen, waarmee hij zich tegen zijn vorige imago afzette en nu als goed geklede, nette en arrogant uitziende Westernhagen door het leven ging, hetgeen bij veel fans van het eerste uur irritaties opwekte. Ook Müller verwijderde hij met dit album uit zijn naam. De imagowissel bezorgde hem incidenteel de reputatie van Armani-rocker. Het album kreeg veel bijval en bevat naast de bekende nummers Ganz und gar en Weißt Du, dass ich glücklich bin het nummer Freiheit, dat ontstond dankzij inspiratie door de Franse Revolutie en in 1989 onbedoeld een hymne van de Duitse hereniging werd.

##### De jaren 1990
In 1989 ontstond het 13e en tot dan toe succesvolste album Halleluja, dat de sprong van nul naar de 1e plaats van de muziekmarkt-hitparade lukte. Er volgden 50 uitverkochte concerten en een miljoen verkochte geluidsdragers in slechts een jaar tijd. Bovendien trad Westernhagen tijdens de tournee voor de eerste keer op in de DDR. In het voorjaar van 1990 had een concert plaats in de Oost-Berlijnse Werner Seelenbinder-Halle. Het afsluitende concert van de tournee vond plaats in het Parkstadion in Gelsenkirchen.
In december 1990 verscheen het dubbelalbum Westernhagen live, welke opnamen ontstonden tijdens de Halleluja-tournee in de Westfalenhallen in Dortmund. Tot vandaag werden daarvan meer dan 1,5 miljoen exemplaren verkocht, waarvoor driemaal platina werd gegeven. De daarbij behorende video werd eveneens een kaskraker.
In 1992 nam hij in de Metropolis Studios in London het album Jaja op, ditmaal als verantwoordelijke producent. De tournee bij dit album voerde hem niet alleen in de grootste hallen, maar ook (als eerste Duitse artiest) door de grote voetbalstadions. Een jaar later werd Jaja dubbel geëerd met platina. Westernhagen werd in 1993 met drie Echo-onderscheidingen  (artiest van het jaar, muziekvideo van het jaar en producer van het jaar), de Silver Screen Award voor de muziekvideo Krieg en met de Bambi in de categorie Pop geëerd.
In 1994 verscheen het album Affentheater, dat werd geproduceerd in Groot-Brittannië, ditmaal met Pete Wingfield als co-producent. Voor het album lagen 700.000 reserveringen klaar en het bereikte heel snel de 1e plaats van de verkoop-hitparade. Terwijl hij door de media ondertussen als Armani-rocker en meervoudige miljonair werd voorgesteld, gold hij bij de fans doorgaans als koempeltype. De tournee bij het album Affentheater voerde deze keer uitsluitend door stadions. De vijftien concerten werden door de documentairefilmer D.A. Pennebaker en diens partner Chris Hegedus voor het witte doek vastgelegd.
In tegenstelling tot het indrukwekkende succes van de tournees, werd de tourneefilm Keine Zeit echter een flop. Ondanks positieve kritieken werd het werk vanwege lege bioscoopzalen vaak al na twee weken uit de programma's gehaald. Vier jaar na Affentheater verscheen Radio Maria met twaalf nieuwe songs, die in het Italiaanse refugehuis van de Westernhagens werden voorgeproduceerd. Daar verspreidde een religieuze zender de gebeden der gelovigen in de studio-inrichting, vandaar de naam.
Ook dit album scoorde een 1e plaats, goud en platina bij aflevering en vervolgens een tournee van de overtreffende trap, die gelijktijdig een afscheidstournee zou worden. Door Westernhagen en een internationaal creatief team in een voorbereidingsperiode van anderhalf jaar verworven, werd een reusachtige beweeglijke monitor-satelliet, waarop speciaal voor de songs opgenomen filmmateriaal liep, lichtdesign van Patrick Woodroffe, een 570 ton zwaar podium met lange catwalks en een geluidsinstallatie met 200.000 watt gepresenteerd.
Met het laatste tourneeconcert in Hamburg voor meer dan 100.000 toeschouwers bevestigde Westernhagen zijn voorlopige afscheid van de stadionpodiums.

##### De jaren 2000
In de herfst van 2000 verscheen de Best Of-koppeling So weit … in de eenvoudige (18 titels) en in XL-versie (29 titels). Ook deze publicatie werd een groot succes.
In september 2002 werd na een langere creatieve onderbreking het in Hamburg voorgeproduceerde en in Italië opgenomen album In den Wahnsinn gepubliceerd, waarop zich stevige rocksongs met agressieve teksten bevonden. Dit album kon echter niet aan eerdere verkoopcijfers evenaren.
In het voorjaar van 2005 verscheen het album Nahaufnahme, waarvan de coverfoto werd opgeëist door Karl Lagerfeld. De songs op dit album werden rustig gehouden, de teksten meer meditatief. Zoals al bij In den Wahnsinn waren ook de verkoopcijfers ten opzichte van vroegere successen achterblijvend met een goudstatus voor 100.000 verkochte exemplaren.
Dit album gaf Westernhagen als beweegreden op om in de late zomer van 2005 zijn comeback op het podium aan te kondigen. In tegenstelling tot zijn laatste tournees speelde hij nu niet in voetbalstadions, maar in geselecteerde zalen in Duitsland. Tijdens deze tournee werkte hij samen met gitarist Jay Stapley en toetsenist Helmut Zerlett. Ondanks het op talrijke internet-forums geuite ongenoegen over de hoge ticketprijzen (ongeveer € 70,- voor een staanplaats) bekeken 250.000 toeschouwers de bijna uitverkochte concerten van de Nahaufnahme-tournee.
In de herfst van 2006 verscheen de daarbij behorende live-dvd Wenn das Licht auf dich fällt, die later met goud werd bekroond. De dvd werd voor de eerste keer uitgegeven door Edel Music, nadat het contract bij Warner Music na 32 jaar met onderling goedvinden niet meer werd verlengd. Naar aanleiding van zijn 60e verjaardag gaf Westernhagen op 18 december 2008 onder het motto Lasst uns leben, lasst uns lieben, lasst uns feiern een groot jubileumconcert in de KölnArena. Een extra concert vond de volgende dag plaats en twee verdere concerten volgden aansluitend in Hamburg en Berlijn.
In oktober 2009 verscheen met Williamsburg na meer dan vier jaar weer een album met nieuwe nummers. Westernhagen had dit aan het begin van 2009 in het gelijknamige New Yorkse stadsdeel met Amerikaanse muzikanten van naam, zoals Larry Campbell, Peter Stroud (gitaar), Andy Newmark en Shawn Pelton (drums), opgenomen. Gepubliceerd werd het album onder eigen regie, geheel zonder platenlabel. Het werk, waarmee hij aan zijn blues-wortels aanleunde, scoorde een 2e plaats in de hitparade.
In oktober 2010 startte hij in Mannheim zijn uit tien concerten bestaande tournee Westernhagen Live 2010. Zijn begeleidingsband bestond uit Brad Rice (gitaar), John Conte (basgitaar), Aaron Comess (drums), Markus Wienstroer (gitaar, viool), Alan Clark (keyboard, hammondorgel), Frank Mead (saxofoon, harmonica, percussie, fluit), Della Miles en Ron Jackson (beiden background zang). De entreekaarten voor de afzonderlijke concerten kostten tot € 95,-. Dienovereenkomstig slepend verliep ook de voorverkoop. Enkele concerten werden slechts voor 70% bezocht, weer andere waren uitverkocht. Het afsluitende concert van de tournee vond plaats op 25 oktober 2010 in de O2 World Hamburg.
In de herfst van 2011 publiceerde hij een livealbum bij de tournee Hottentottenmusik van 2010, welk door de critici positief werd beoordeeld. Vanaf september 2012 vond een uit negen concerten bestaande tournee plaats, die hem naar Oostenrijk en Zwitserland brachten. In april 2014 publiceerde Westernhagen voor de eerste keer sinds vier jaar het studioalbum Alphatier, dat hij exclusief voor publicatie had geïntroduceerd tijdens een kleine clubtournee. In 2015 volgde een tournee door de grote Duitse zalen.
In 2016 vierde hij zijn 50-jarig jubileum als muzikant. In oktober 2016 publiceerde hij een MTV unplugged concert. Het optreden vond plaats op de Berlijnse Volksbühne met andere gastmuzikanten, waaronder Udo Lindenberg. De regie voor de livevideo lag in handen van Fatih Akin.

### Als acteur
Zijn doorbraak als acteur lukte hem met de in 1976 gedraaide film Aufforderung zum Tanz als Theo Gromberg. Het verhaal rond de vrachtwagenchauffeurs Gromberg en Goldini vond in 1980 zijn aanzienlijk succesvoller vervolg in de bioscoopfilm Theo gegen den Rest der Welt. Deze film onder regie van Peter F. Bringmann werd de succesvolste film van het jaar en met bijna drie miljoen toeschouwers ook een van de nagenoeg commercieel succesvolste Duitse naoorlogse films. In hetzelfde jaar kreeg Müller-Westernhagen de Ernst Lubitsch-prijs voor zijn uitgevoerde prestatie. Tijdens deze periode bevond hij zich op het hoogtepunt van zijn artistieke roem.

### Als hoorspelspreker
Naast de muziekalbums nam Westernhagen, die in zijn jonge jaren meermaals voor de radio als hoorspelspreker werkzaam was, geluidsdragers met gesproken teksten op, eenmaal teksten van Wolfgang Borchert, dan het muzikale sprookje Peter und der Wolf en Die Geschichte von Babar, dem kleinen Elefanten van Francis Poulenc.

## Privéleven
In 1988 trouwde Westernhagen met het fotomodel Romney Williams uit New York, dat een zoon (Giulio) had uit een eerder huwelijk. Het paar scheidde in 2013. Westernhagen had uit een vroegere relatie met de actrice en fotografe Polly Eltes, op wie hij verliefd werd tijdens de opnamen van de bioscoopfilm Der Schneemann, een gemeenschappelijke dochter (Sarah), een Brits model en zangeres bij een rockband.
Tijdens zijn tournee in 2016 werd hij door de Zuid-Afrikaanse zangeres en nieuwe vriendin Lindiwe Suttle begeleid, die op de in oktober 2016 verschenen geluidsdrager Westernhagen MTV Unplugged te horen is in het lied Luft um zu atmen. Het paar trouwde in juli 2017 wettelijk in Berlijn.

## Onderscheidingen
- Tweemaal de Goldene Stimmgabel van het Springer Verlag
- sinds 1978: veel gouden en platina platen, de eerste voor Mit Pfefferminz bin ich dein Prinz
- 1980: Ernst Lubitsch-prijs voor zijn artistieke prestatie in Theo gegen den Rest der Welt
- 1981: Filmprijs Jupiter (categorie: Beste vertolker) voor Theo gegen den Rest der Welt
- 1992: Echo voor de concertmuziekvideo Westernhagen Live
- 1993: 3 Echo's in de categorieën Artiest van het jaar nationaal, Muziekvideo van het jaar en Producer van het jaar
- 1995: 2 Echo's in de categorieën Artiest van het jaar nationaal en Marketingprestatie van het jaar voor een nationaal produkt
- 1999: Echo in de categorie Artiest van het jaar nationaal
- 2001: Bundesverdienstkreuz van de Bondsrepubliek Duitsland, toegekend door bondspresident Johannes Rau en uitgereikt door bondskanselier  Gerhard Schröder
- 2005: Munich Olympic Walk of Stars
- 2005: In september werd Westernhagen in het kader van het SWR3 New Pop Festival voor zijn levenswerk met de A-Ward onderscheiden.
- 2008: In juni toekenning van de Montblanc de la Culture Arts Patronage Award
- 2009: Op de Tag der Deutschen Einheit toekenning van de Quadriga
- 2010: Video Champion – Muziek-Award voor Westernhagen – Zwischen den Zeilen
- 2016: SWR3 Lifetime Award voor zijn levenswerk
- 2017: Echo: waardering voor zijn levenswerk

## Discografie

### Singles
- 1981: Hier in der Kneipe fühl' ich mich frei
- 1985:	Nackt im Wind
- 1989: Sexy
- 1989: Weil ich dich liebe
- 1990: Fertig
- 1990: Freiheit (live)
- 1992: Krieg
- 1992: Rosi (Männer sind so schwach)
- 1992: Steh' auf
- 1994: Es geht mir gut
- 1994: Willenlos
- 1995: Schweigen ist feige
- 1995: Tanz mit dem Teufel
- 1996: Keine Zeit
- 1998: Jesus
- 1998: Wieder hier
- 1999: Durch deine Liebe
- 2000: Rosanna
- 2001: Nimm mich mit 2000
- 2002: Es ist an der Zeit
- 2005: Eins
- 2005: Alles ist möglich
- 2008:	Freiheit
- 2010: Wir haben die Schnauze voll

### Verdere publicaties
- 1972: Gebt Bayern zurück an die Bayern
- 1974: Celebration
- 1975: Wir waren noch Kinder
- 1975: Es geht mir wie dir
- 1977: Ganz allein krieg ich's nicht hin
- 1977: Du bist du
- 1977: Du bist so schrecklich lieb
- 1979: Mit Pfefferminz bin ich dein Prinz
- 1980: Lady
- 1981: Von drüben
- 1982: Ich hab keine Lust mehr im Regen zu steh'n
- 1983: Hollywood
- 1983: Jetzt komm’ wir
- 1984: Mackie Messer
- 1984: So viele Leute
- 1985: Keine Zeit
- 1985: Lass uns leben
- 1986: Berlin
- 1986: Es tut weh
- 1986: Wir sitzen alle in einem Boot
- 1987: Nimm mich mit
- 1988: Ganz und gar
- 1988: Narbenherz (versie II)
- 1999: Supermann
- 2003: Böser Engel
- 2009: Zu lang allein
- 2010: Typisch du
- 2010: Hey Hey
- 2014: Alphatier
- 2014: Halt mich noch einmal

## Albums

### Studioalbums
- 1975:	Das erste Mal
- 1976:	Bittersüß
- 1977:	Ganz allein krieg ich's nicht hin
- 1978:	Mit Pfefferminz bin ich dein Prinz
- 1980:	Sekt oder Selters
- 1981:	Stinker
- 1982:	Das Herz eines Boxers
- 1983:	Geiler is' schon
- 1984:	Die Sonne so rot
- 1986:	Lausige Zeiten
- 1987:	Westernhagen
- 1989:	Halleluja
- 1992:	Jaja
- 1994:	Affentheater
- 1998:	Radio Maria
- 2002:	In den Wahnsinn
- 2005:	Nahaufnahme
- 2009:	Williamsburg
- 2014:	Alphatier
- 2019:	Das Pfefferminz-Experiment (Woodstock Recordings Vol. 1)
- 2022: Das eine Leben

### Livealbums
- 1990:	Live
- 2007:	Wenn das Licht auf dich fällt - Westernhagen in Concert 2005
- 2011:	Hottentottenmusik
- 2016:	MTV Unplugged
- 2024:  Live Waldbühne Berlin

### Compilaties
- 1985: Laß uns leben – 13 Balladen 1974–1985
- 2000: So weit … – Best Of
- 2008: Wunschkonzert – Best Of
- 2023: 75 Songs (1974-2023)

### Soundtrack
- 1996: Keine Zeit

### Video-albums
- 1983: In Concert
- 1990:	Live
- 1992: 7+1 – Die sieben Jaja Videos plus 1
- 1996:	Keine Zeit
- 2007:	Wenn das Licht auf dich fällt – Westernhagen in Concert 2005
- 2008:	Wunschkonzert – Best Of
- 2010: Marius Müller-Westernhagen – Zwischen den Zeilen
- 2016:	MTV Unplugged

## Filmografie

### Als acteur
- 1962: Die höhere Schule (regie: Wilhelm Semmelroth)
- 1964: Sechs Personen suchen einen Autor (regie: Eberhard Itzenplitz)
- 1965: Trilltrall und seine Brüder (tv-film, regie: Walter Davy)
- 1967: Ostern (regie: Wilm ten Haaf)
- 1968: Harakiri Whoom (regie: Gerhard Schmidt)
- 1968: Der Unfall (regie: Peter Beauvais)
- 1970: Express (regie: Hansjürgen Hilgert)
- 1971: Hurra, bei uns geht's rund! (regie: Wolfgang von Chmielewski)
- 1973: Liebe mit 50 (tv-film; regie: Günter Gräwert)
- 1973: Veränderung in Milden (regie: Eberhard Itzenplitz)
- 1974: Ein deutsches Attentat (regie: Günter Gräwert)
- 1975: Verlorenes Leben (regie: Ottokar Runze)
- 1976: Inspektion Lauenstadt – Der Kompagnon
- 1976: Sladek oder die schwarze Armee (regie: Oswald Döpke)
- 1976: Tatort: Transit ins Jenseits (tv-reeks, regie: Günter Gräwert)
- 1976: Rosaura kam um zehn (regie: Günter Gräwert)
- 1977: Aufforderung zum Tanz (regie: Peter F. Bringmann)
- 1977: Klaras Mutter (regie: Tankred Dorst)
- 1978: Der Alte: Die Kolonne (tv-serie, regie: Günter Gräwert)
- 1978: Der Gehilfe (regie: Ludwig Cremer)
- 1978: Das zweite Erwachen der Christa Klages (regie: Margarethe von Trotta)
- 1979: Der Tote bin ich (regie: Alexander von Eschwege)
- 1979: Der Mörder (regie: Ottokar Runze)
- 1980: Theo gegen den Rest der Welt (regie: Peter F. Bringmann)
- 1980: Geteilte Freude (regie: Gabi Kubach)
- 1980: Mosch (regie: Tankred Dorst)
- 1982: Der Mann auf der Mauer (regie: Reinhard Hauff)
- 1983: Is was, Kanzler? (alleen co-productie)
- 1984: Der Schneemann (regie: Peter F. Bringmann)
- 1987: Deshima (regie: Beat Kuert)
- 1987: Der Madonna-Mann (regie: Hans-Christoph Blumenberg)

### Als synchroonspreker
- Synchroonstem van Charly Wierzejewski als Willi in Supermarkt (1974)
- Synchroonstem van Roman Polański als Trelkovsky in Der Mieter (1976)

## Luisterboeken
- 2015: Peter und der Wolf (met Kent Nagano & Orchestre de l’Opéra de Lyon)

- Biblioteca Nacional de España: XX4919401
- Bibliothèque nationale de France: cb15043346j (data)
- Gemeinsame Normdatei: 118585401
- International Standard Name Identifier: 0000 0001 2132 2859
- Library of Congress Control Number: n84174900
- MusicBrainz: 4419c79a-6516-431c-abcc-9f0ff07ff99d
- Nederlandse Thesaurus van Auteursnamen: 071667857
- Système universitaire de documentation: 079872077
- Virtual International Authority File: 49508871
- WorldCat: E39PBJjmPjKvvc4HkgqmFtTrbd